# 第5號交響曲 (浦羅哥菲夫)
B♭大調第5號交響曲，作品100，是俄國作曲家浦羅哥菲夫的音樂作品。創作於1944年夏天，他只花了一個月的時間便將整首作品寫好。首演日期為1945年1月13日，由作曲家親自率領蘇聯國家交響樂團，在莫斯科音樂學院的大廳中舉行。這是浦羅哥菲夫回蘇後第一首創作的交響曲，和第4號交響曲（第一版本）相距了超過十四年。
本交響曲是繼他的《古典》交響曲後，最常被演奏的交響樂。同時為他於1945年第二度獲得「斯大林奖金」。

## 創作背景
正值二戰後期，浦羅哥菲夫在蘇聯政府的安排下，在一個安全的地方逃避戰火。同時期亦有蕭士達高維契的第7號交響曲、第8號交響曲及哈恰图良的第2號交響曲等，都是以戰爭為題的交響曲。他對這首作品有如此的解釋：
|  | 「這是一首為自由和快樂、並具備無上的權力、純潔而高尚的精神的人們而所寫的聖詠。」 「我不能說我是故意選擇這一個主題。但我是出生於這個充滿喧囂聲的年代，音樂本來在我內裏就已經成形了，並且充滿我的靈魂。」 |

第5號交響曲部份的素材是來自他前一年所創作的D大調長笛奏鳴曲（作品94）。

## 分析

### 樂隊編制
- 木管樂器：短笛、2長笛、2雙簧管、英國管、高音單簧管、2單簧管、低音單簧管、2巴松管、低音巴松管
- 銅管樂器：4圓號、3小號、3長號、大號
- 敲擊樂器：定音鼓、大鼓、小鼓、鈸、三角鐵、鈴鼓、鑼、梆子
- 鍵盤樂器：鋼琴
- 絃樂器：第1小提琴、第2小提琴、中提琴、大提琴、低音提琴、豎琴

依照工具書《管弦樂作品手冊》指示，上述之配器可簡記為"*3 *3 =4 *3—4 3 3 1—tmp+4—hp, pf—str"。

### 樂曲結構
全曲共為分四個樂章：
第1樂章
行板（Andante），約13-14分鐘
第2樂章
明確的快板（Allegro Marcato），約8分鐘
三段體結構，A段是模擬蒸氣火車的樂段。絃樂的八分音符有如車軸帶動車輪在路軌上移動，並配以由切分音為首的主題樂句，更可以聽到模仿氣笛的聲音；B段先由單簧管帶出引子，及後是3/4節奏，略帶諧躍曲的舞曲，旋律亦是由引子部份延伸出來。中段引子部份重新奏出後，小號重新帶動火車動機將樂曲帶回A段，並在氣笛聲中結束。
第3樂章
慢板（Adagio），約13分鐘
絃樂的三連音碎奏下，單簧管、長笛及短笛互相對答，並由第一小提琴伸延奏出第一主題。重覆後管樂及敲擊立即帶出稍帶莊嚴的第一副題，不過小提琴很快便重現第一主題的後半部。豎琴和單簧管的簡短引子引領大提琴、低音提琴和圓號奏出中段的第二主題，而單簧管、雙簧管則緊接奏出第二副題，並作為引子帶領樂隊的齊奏。及後兩個旋律互相重疊在一起，並在最後一次奏出第二主題後回到開頭的三連音節奏，第一主題重現。結尾部份則繼續以三連音的節奏群為襯托，並由木管安靜地完結。
第4樂章
戲謔的快板（Allegro Giocoso），約10分鐘

## 外部連結
- 浦羅哥菲夫第5號交響曲：国际乐谱典藏计划上的乐谱